# Świdwinek
Świdwinek (niem. Neu Schivelbein) – wieś w Polsce położona w województwie zachodniopomorskim, w powiecie świdwińskim, w gminie Świdwin.